# Moschea Djinguereber

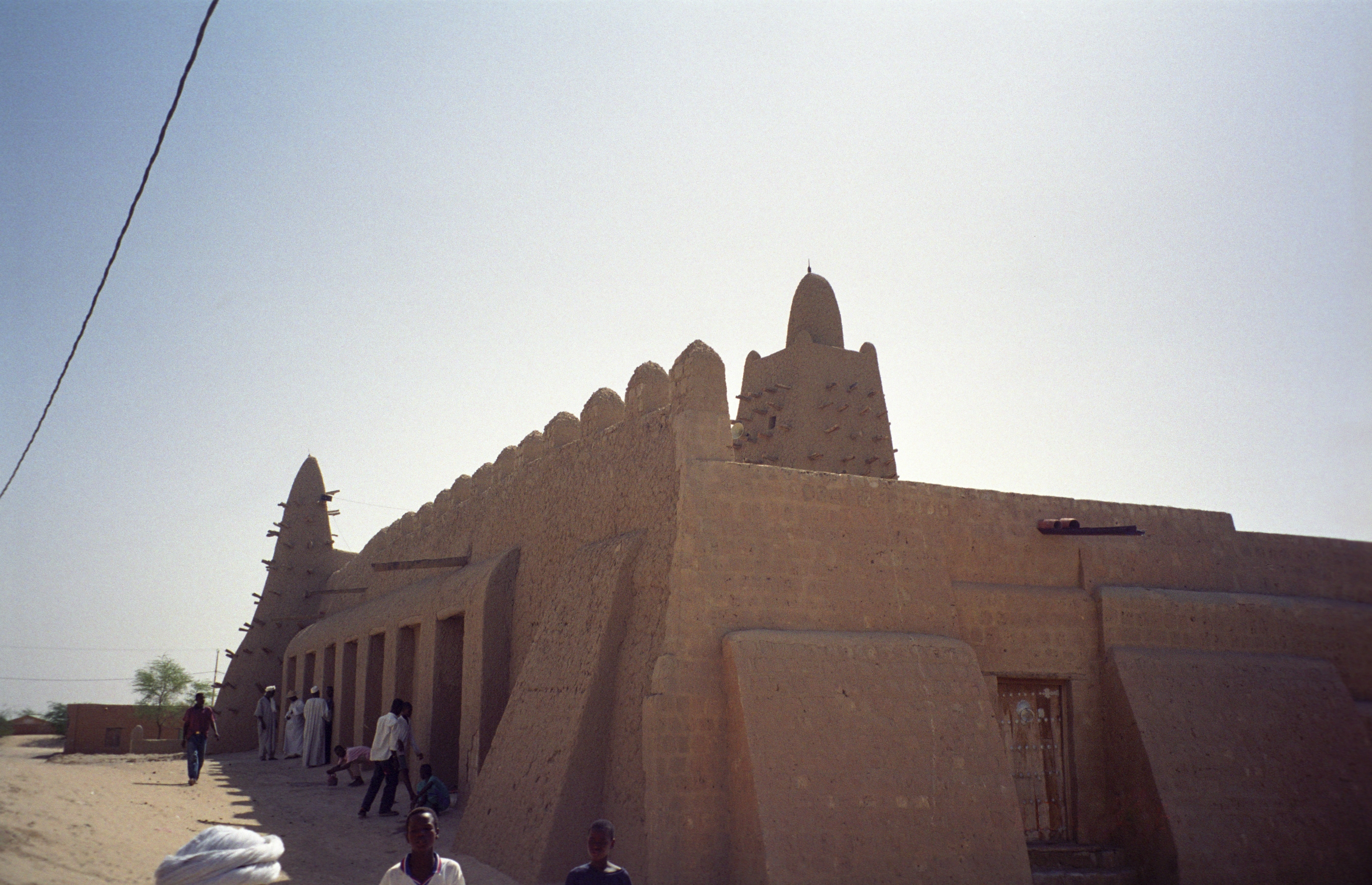
Esterno della moschea

La moschea Djinguereber a Timbuctù, Mali è un importante centro d'insegnamento maliano, costruito nel 1327, citato come Djingareyber o Djingarey Ber nelle diverse lingue.

## Storia
La sua progettazione è accreditata ad Abu al Haq al Saheli che fu pagato 200 kg d'oro (40.000 mithqal) da parte di Mansa Musa, imperatore dell'Impero del Mali. Secondo Ibn Haldun, una delle fonti più note del XIV secolo maliano, al-Sahili sarebbe stato pagato 12.000 mithqal di polvere d'oro per la progettazione e la costruzione della moschea. Tuttavia, un'analisi più approfondita suggerisce che il suo eventuale ruolo, sia stato piuttosto limitato. Le maestranze architettoniche a Granada raggiunsero il loro apice nel XIV secolo, era quindi molto improbabile che un poeta colto e benestante potesse possedere qualcosa di più della conoscenza di un dilettante, per quanto riguarda la complessità della pratica architettonica del tempo.
Tranne per una piccola porzione della facciata nord, rafforzata nel 1960 con blocchi di calcare, ampiamente utilizzati nel resto della città, e per il minareto, costruito anch'esso in pietra calcarea e rafforzato col fango, la moschea Djinguereber è fatta interamente di terra e di materiali organici come la fibra, la paglia e il legno. Ha tre corti interne, due minareti, venticinque righe di pilastri allineati in direzione est-ovest e uno spazio di preghiera in grado di ospitare 2.000 persone.
Djinguereber è una delle tre madrase che compongo l'Università di Timbuctù. È stata inserita nella lista dei patrimoni dell'Umanità dell'UNESCO nel 1988 e nel 1990 è stata considerata in pericolo, a causa dell'invasione di sabbia. Un progetto quadriennale di restauro e riabilitazione della moschea è iniziato nel giugno del 2006 ed è stato condotto e finanziato dall'Aga Khan Trust for Culture.
Il 26 febbraio 2010, durante il Mawlid (festa per celebrare l'anniversario della nascita del Profeta Maometto), una fuga precipitosa dalla moschea ha portato alla morte di 26 persone e al ferimento di almeno 55, soprattutto donne e bambini.

### L'attacco del 2012
Nel giugno 2012, il gruppo fondamentalista islamico Ansar Dine (Difensori della Fede) distrusse due tombe nella moschea Djinguereber. Usando "zappe, picconi e scalpelli, hanno martellato due tombe di terra fino a quando non sono state completamente distrutte.
I combattenti di Ansar Dine hanno iniziato la distruzione dei tesori culturali della città il 1º luglio, poco dopo l'UNESCO li ha inseriti nella lista dei patrimoni mondiali in via d'estinzione. Dopo aver dichiarato gli antichi santuari musulmani "haram", ovvero proibiti nell'Islam, Ansar Dine ha distrutto 7 dei 16 mausolei di antichi santi musulmani di Timbuctù.